# Liste der Monuments historiques in Velogny
Die Liste der Monuments historiques in Velogny führt die Monuments historiques in der französischen Gemeinde Velogny auf.

## Liste der Objekte
| Bezeichnung                 | Beschreibung                                          | Standort                        | Kennzeichnung | Schutzstatus | Datum | Bild |
| --------------------------- | ----------------------------------------------------- | ------------------------------- | ------------- | ------------ | ----- | ---- |
| Gemälde Anbetung der Hirten | Ölfarbe auf Nussbaumholz, bezeichnet 1543             | in der Kirche St-Nicolas (Lage) | PM21002438    | Classé       | 1913  |      |
| Skulptur eines Bischofs     | Kalkstein, farbig gefasst, 16. Jahrhundert            | in der Kirche St-Nicolas (Lage) | PM21002439    | Classé       | 1967  |      |
| Armreliquiar                | Holz, farbig gefasst, 17. Jahrhundert                 | in der Kirche St-Nicolas (Lage) | PM21002440    | Classé       | 1967  |      |
| Expositionsnische           | Holz, vergoldet, 18. Jahrhundert                      | in der Kirche St-Nicolas (Lage) | PM21002441    | Classé       | 1967  |      |
| Antependium                 | Leder, bemalt, Holzrahmen, 17. Jahrhundert            | in der Kirche St-Nicolas (Lage) | PM21002442    | Classé       | 1967  |      |
| Votivbild                   | Ölfarbe auf Leinwand, Mitte des 19. Jahrhunderts      | in der Kirche St-Nicolas (Lage) | PM21004463    | Inscrit      | 2002  |      |
| Kronleuchter                | Bronze, vergoldet, Blech, Anfang des 19. Jahrhunderts | in der Kirche St-Nicolas (Lage) | PM21004543    | Inscrit      | 2002  |      |